# 新庄仔路

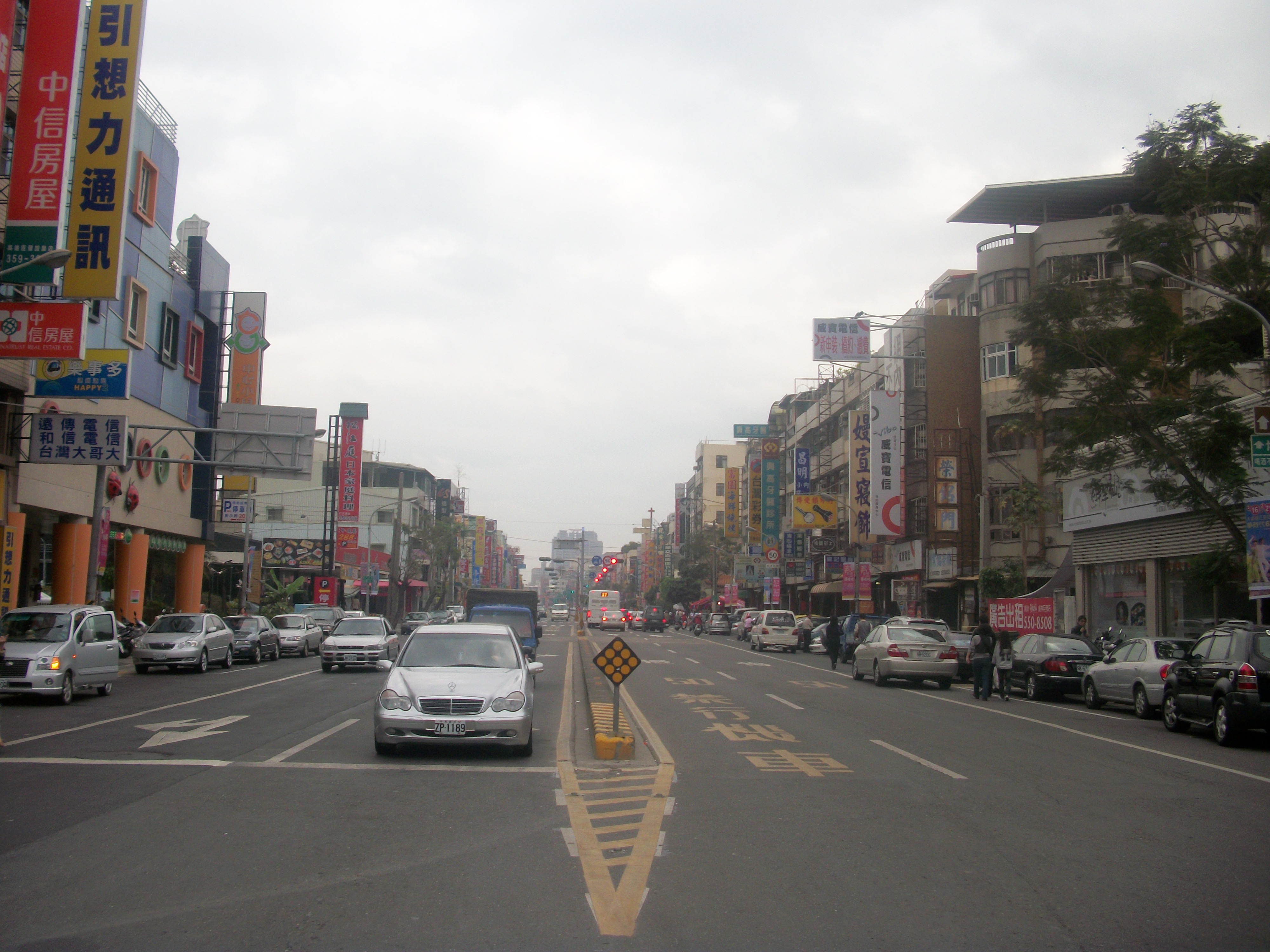
新庄仔路

新庄仔路（英語：Sinjhuangzih Rd.）為高雄市左營區的東西向主要道路，本道路為早年左營區至三民區的重要道路，但因都市計畫及道路重劃等故，現今新庄仔路許多路段已經消失，呈斷斷續續之貌。起端於蓮池潭西南側勝利路口，末端為新庄仔路515巷口續行接天祥二路，博愛三路口至左營（舊城）車站段另拓寬出新莊一路，與新庄仔路並存。因高雄市區鐵路地下化完工後，於2020年6月4日與勝利路打通並正式通車。

## 行經行政區域
（由西至東）
- 左營區

## 分段
新庄仔路原本之道路方向為西北－東南向、以勝利路至新庄仔路515巷口的路線，是原左營舊城經覆鼎金地區至鳳山縣城之重要道路。但由於後續經過都市重劃後導致部分道路中斷不連續，加上尚未重新整編原沿線門牌之因素，因此並非一條完整之道路。而以下將新庄仔路由西向東、以相交之垂直道路為界，分為四個部分：
- 勝利路－翠華路：位於蓮池潭南側、鐵路以西之路段，西起於勝利路口，東於翠華路口接崇德路。
- 政德路－至真路：位於鐵路以東之部分，道路過崇德路、政德路口後，本部分之路段由政德路起，以西北－東南方向連接至文直路後於至真路止(文直路至至真路230號原新庄仔路之路段已成為至真路之一部分)。
- 至真路－新庄仔路181巷：西起於至真路，並與博愛三路連結後向東至新庄仔路181巷止，並續接第四部分之路段。
- 博愛三路－新庄仔路515巷：第四部分為新庄仔地區主要幹道，而本段之新庄仔路於博愛三路口起，西自新莊一路向東延續，並於新庄仔路181巷口與第三部分路段連接，而東止於新庄仔路515巷口連接天祥二路。

## 歷史
- 縣道181號 (1961~1979)：根據二萬五千分之一經建版地形圖中顯示，原新庄仔路之路廊為縣道181號的路段(本路段於1979年7月1日由高雄市升格為直轄市後，已解編為市區道路；而現今的市道181號為杉林月眉至高樹段)。
- 至真路300巷：原為新庄仔路111巷。

## 沿線設施
（由西至東）
- 左營（舊城）車站
- 高雄鐵路綠園道
- 漢神巨蛋購物廣場
- 高雄市左營區新莊國民小學
- 高雄市政府警察局左營分局新莊派出所

## 公車資訊
- 漢程客運
  - 168東 金獅湖站－輕軌夢時代站（統一時代百貨）
  - 168西 金獅湖站－輕軌夢時代站（統一時代百貨）
  - 168東區間 金獅湖站－捷運鹽埕埔站（大仁路）
  - 168西區間 金獅湖站－捷運鹽埕埔站（大仁路）
- 南台灣客運
  - 紅36 裕誠幹線 先勝路口－捷運巨蛋站－文藻外語大學（鼎中路）
- 港都客運
  - 217 加昌站－鳥松區公所（中正路）
- 高雄客運
  - 24 坔埔圓照寺－捷運巨蛋站（博愛二路）
  - 224 楠梓－大社－大灣－歷史博物館（大公路）
  - 8021 高雄客運鳳山站（澄瀾砲台）－彌陀國小

## 公共自行車
- 高雄市公共自行車租賃系統：
  - 蓮潭滑水樂園：新庄仔路46號前人行道
  - 新莊翠華路口：新莊一路9號(西側)
  - 新莊華夏路口北側：新莊一路141號(前人行道)
  - 新莊華夏路口東南側：新莊一路/華夏路(東南側)
  - 新莊一文上路口：新莊一路/文上路(西北側)
  - 新莊一新榮街口：新莊一路/新榮街(西北側)
  - 新庄仔博愛二路口(東南側)：新庄仔路512號前
  - 新莊國小：新庄仔路724號(對側人行道)
  - 左營分局新莊派出所：新庄仔路772號(前人行道)

## 註解
1. ↑  新庄仔，台語白話字作「Sin-chng-á」